# オーガズム痛
オーガズム痛（オーガズムつう、英: Dysorgasmia）とは、通常腹部に痛みを伴うオーガズムを経験することを指す。この症状はオーガズムの最中または後に経験し、時にはオーガズムの発生から数時間後に経験することもある。男女ともにオーガズム痛を経験し得る。この用語は、男性が経験する場合射精痛と同じ意味で使用されることがあるが、男性は射精しなくても痛みを経験することがあるので、射精痛は男性オーガズム痛の一形態と考えられる。この現象は充分に理解されておらず、研究も不十分である。オーガズム痛は前立腺摘除術などの外科的介入の副作用として現れることがある。